# Cappello da cowboy

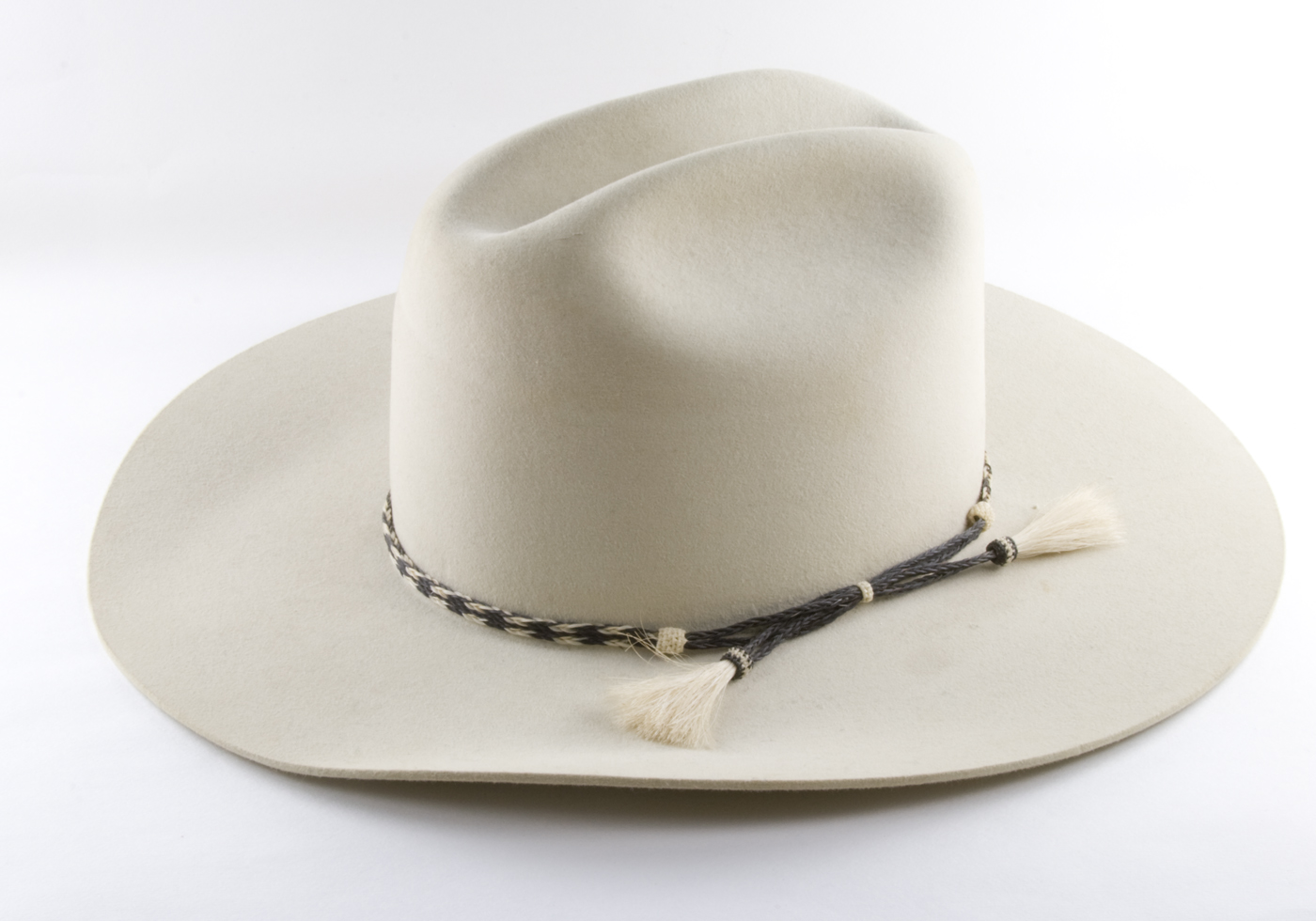
Classico cappello da cowboy

Il cappello da cowboy è un tipo di copricapo, tipico dell'abbigliamento dei lavoratori di fattorie e ranch nell'ovest e nel sud degli Stati Uniti d'America, del Canada e del nord del Messico. È un capo ricorrente anche fra i cantanti di musica country e fra i partecipanti dei rodeo nordamericani. È universalmente riconosciuto soprattutto come parte dello stile di abbigliamento dei cowboy del selvaggio West.

## Storia

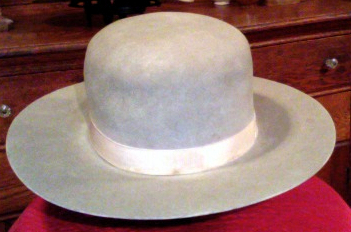
Il cappello Boss of the plains di Stetson

Il concetto di un cappello ad ampie falde utilizzato per cavalcare proviene principalmente dalla tradizione dei vaqueros messicani. Tuttavia il design dei cappelli da cowboy ha discendenze anche in altri tipi di copricapi, come il sombrero o i cappelli facenti parte della divisa della cavalleria americana.
Non è chiaro quando il cappello da cowboy abbia ricevuto il suo standard. I coloni europei che giungevano negli Stati Uniti originariamente non avevano copricapi specifici e indossavano molti stili di cappello, inclusi cappelli a cilindro, bombette, resti di copricapi della Guerra Civile e cappelli da marinaio. Contrariamente alla credenza popolare, era la bombetta e non il cappello da cowboy a essere il più popolare nel West americano, almeno nei primi tempi.
John B. Stetson viene da più fonti accreditato come designer originale del cappello di cowboy. Fu lui per primo che mise in commercio il Boss of the Plains (in italiano Capo delle pianure). Prodotto dal 1865, era a tesa piatta, aveva una corona dai lati dritti, con angoli arrotondati. Questi cappelli leggeri e impermeabili erano di colore naturale, con corone e tese da quattro pollici. È stata montata una semplice fascia per il cappello per regolare le dimensioni della testa.
Stetson è stato il primo a commercializzare il "Boss of the Plains" ai cowboy, ed è rimasto l'immagine universale del West americano. La durata e l'impermeabilità dello Stetson originale ottennero ulteriore pubblicità nel 1912, quando la corazzata USS Maine fu sollevata dal porto dell'Avana, dove era affondata nel 1898. Un cappello Stetson fu trovato nel relitto, che era stato immerso nell'acqua di mare per 14 anni. Il cappello era stato esposto a melma, fango e crescita delle piante, tuttavia una volta ripulito sembrava non danneggiato.

## Descrizione

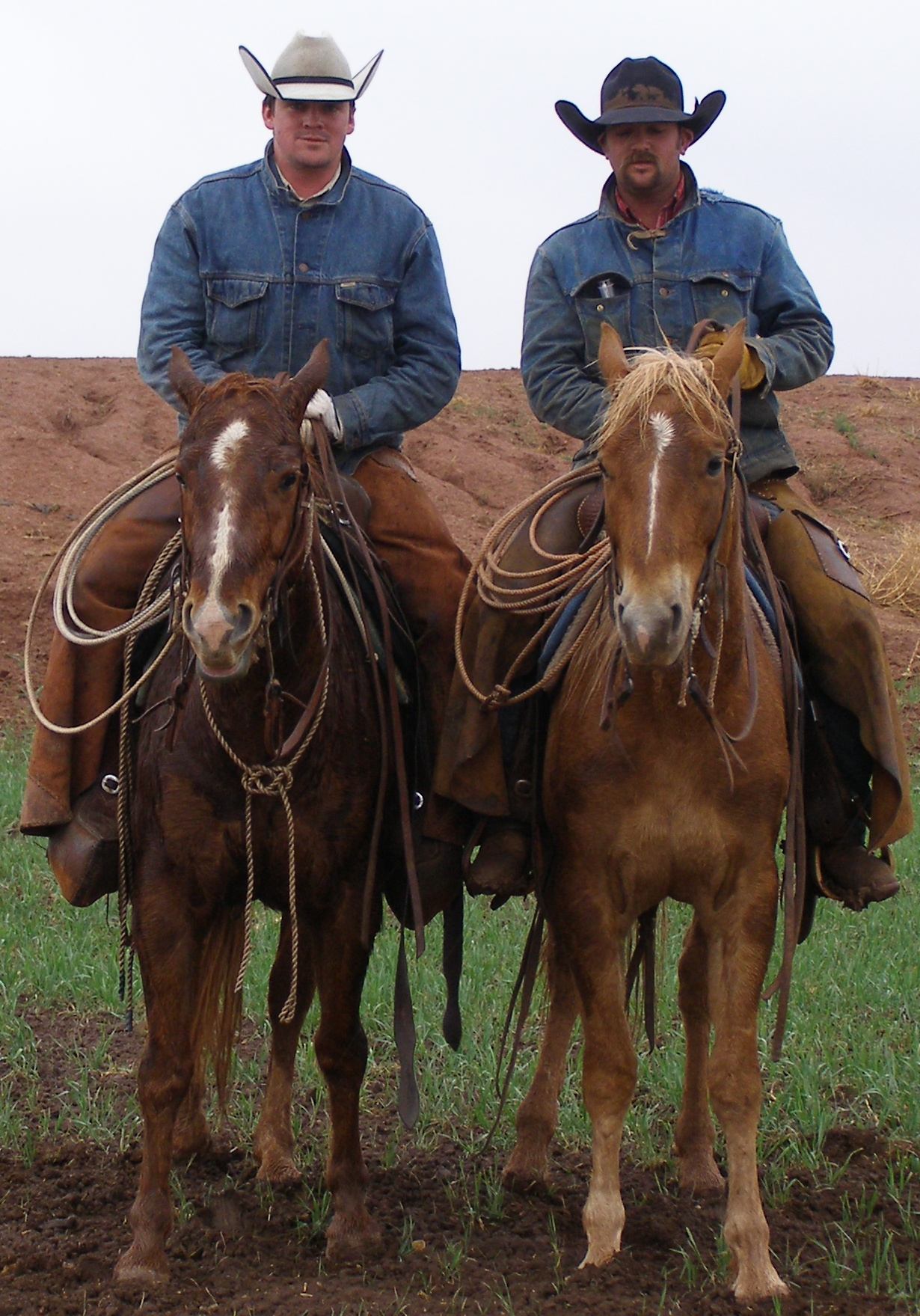
Due cowboy moderni con il tipico cappello

I moderni cappelli da cowboy sono realizzati in feltro a base di pelliccia, paglia o, più raramente, pelle. Sono venduti con una corona alta e arrotondata e una tesa larga e piatta. Hanno una fascia antisudore all'interno per stabilizzare la vestibilità della testa e solitamente una piccola fascia decorativa all'esterno della corona. I cappelli sono personalizzati piegando la corona e arrotolando la falda. Spesso viene aggiunta una fascia per cappelli più decorativa. In alcuni punti sono anche attaccati degli elementi decorativi.
I cappelli possono essere fabbricati praticamente in qualsiasi colore, ma sono più spesso visti nei toni del beige, marrone e nero, a cui si sono aggiunte nuove tonalità destinate soprattutto alle donne. A partire dagli anni '40, i colori pastello furono introdotti per imitare i cappelli indossati dai cowboy del cinema e dai rodeo.
Il cappello da cowboy di oggi è rimasto sostanzialmente invariato nella costruzione e nel design da quando il primo fu creato nel 1865 da JB Stetson. La forma della corona e della tesa del cappello venivano spesso modificate da chi lo indossava per motivi di moda e per proteggersi dalle intemperie; il cappello veniva ammorbidito con vapore caldo, modellato e lasciato asciugare e raffreddare. A causa della facilità di personalizzazione, era spesso possibile dire da dove provenisse un cappello da cowboy, fino a quale ranch, semplicemente osservando la piega della corona.
Le pieghe nei cappelli da cowboy vengono utilizzate per conferire ai cappelli un carattere individuale e per aiutare gli utenti a identificarsi con una particolare sottocultura. Pieghe e ammaccature rendono più facile indossare o rimuovere il cappello afferrandolo per la corona anziché per la falda.

## Utilizzo
Il cappello da cowboy viene considerato particolarmente funzionale in quanto la sua ampiezza è in grado di proteggere tanto dal sole quanto dalla pioggia e in questo senso è ancora oggi utilizzato nell'ambito del lavoro. Pur fornendo meno protezione dal sole, le tese risvoltate impediscono loro di essere facilmente abbattuti durante l'uso del lazo.
In alcuni casi il cappello da cowboy ha un mero valore estetico ed è indossato come segno di riconoscimento della propria aderenza allo stile di vita dei cowboy.
Il design del primo cappello di Stetson ha influenzato vari cappelli a tesa larga indossati da agricoltori e allevatori in tutti gli Stati Uniti. I cappelli successivi sono stati personalizzati per le forze dell'ordine, i militari e i film. La prima agenzia di polizia americana ad adottare il cappello di Stetson come parte della loro uniforme furono i Texas Rangers. Un design basato sullo Stetson fa anche parte dell'uniforme cerimoniale della Royal Canadian Mounted Police.